# Berhane Adereová
Berhane Adere Debala (* 21. července 1973) je etiopská atletka, běžkyně, jejíž specializací jsou střední a dlouhé tratě.
V roce 2006 a 2007 se stala vítězkou maratonu v Chicagu. Třikrát reprezentovala na letních olympijských hrách (Atlanta 1996, Sydney 2000, Peking 2008). Nejlepšího výsledku dosáhla na olympiádě v Sydney, kde ve finále běhu na 10 000 metrů skončila na dvanáctém místě. O osm let později v Pekingu se zúčastnila maratonského běhu, který však předčasně ukončila.

## Osobní rekordy
Hala
- 3000 m - (8:29,15 - 3. února 2002, Stuttgart) - bývalý světový rekord
- 5000 m - (14:39,29 - 31. ledna 2004, Stuttgart) - bývalý světový rekord [1]

Dráha
- 3000 m - (8:25,62 - 17. srpna 2001, Curych)
- 5000 m - (14:29,32 - 27. června 2003, Oslo) - bývalý druhý nejlepší čas [2]
- 10 000 m - (30:04,18 - 23. srpna 2003, Paříž) - 7. nejlepší čas historie [3]
- půlmaraton - (1:07:52 - 28. února 2010, New Orleans)
- maraton - (2:20:42 - 22. října 2006, Chicago)